# Xenentodon
Los agujones de agua dulce de Asia son el género Xenentodon, peces de la familia belónidos, la cual está ampliamente en ríos y lagos de agua dulce del sudeste asiático. Con el característico cuerpo alargado y pico afilado de la familia.

## Especies
Existen dos especies válidas en este género:
- Xenentodon cancila (Hamilton, 1822)
- Xenentodon canciloides (Bleeker, 1854)